# Эдлунд, Хелен
Хеле́н Мари́я Э́длунд (швед. Helen Maria Edlund; род. 11 апреля 1968) — шведская кёрлингистка.

## Достижения
- Чемпионат Швеции по кёрлингу среди смешанных команд: бронза (2003).

## Команды
| Сезон                                          | Четвёртый       | Третий                 | Второй          | Первый        | Запасной           | Турниры              |
| ---------------------------------------------- | --------------- | ---------------------- | --------------- | ------------- | ------------------ | -------------------- |
| 1995—96                                        | Аннетт Йорнлинд | Хелен Эдлунд           | Эрика Вестман   | Хелена Юнссон | Элизабет Густафсон | ЧМ 1996 (7th)        |
| Кёрлинг среди смешанных команд (mixed curling) |                 |                        |                 |               |                    |                      |
| 2002—03                                        | Аннетт Йорнлинд | Thomas Feldt           | Хелен Эдлунд    | Olle Jörnlind |                    | ЧШСК 2003            |
| 2013—14                                        | Thomas Feldt    | Аннетт Фельдт Йорнлинд | Roine Söderlund | Хелен Эдлунд  |                    | ЧШСК 2014 (13 место) |

(скипы выделены полужирным шрифтом)

## Частная жизнь
Её брат Хенрик Эдлунд (швед. Henrik Edlund) — также кёрлингист, выступал за сборную Швеции на чемпионате Европы 2008 и двух юниорских чемпионатах мира (1995, 1998).